# Mali Lug
 Mali Lug  falu Horvátországban, a Tengermellék-Hegyvidék megyében. Közigazgatásilag Čabarhoz tartozik.

## Fekvése
Fiumétól 28 km-re északkeletre, községközpontjától 8 km-re délre, a horvát Hegyvidék nyugati részén, a 32. számú főút mellett fekszik

## Története
A településnek 1857-ben 203, 1910-ben 187 lakosa volt. A trianoni békeszerződésig Modrus-Fiume vármegye Čabari járásához tartozott. 2011-ben 81 lakosa volt.

## Lakosság
| Lakosság változása | Lakosság változása | Lakosság változása | Lakosság változása | Lakosság változása | Lakosság változása | Lakosság változása | Lakosság változása | Lakosság változása | Lakosság változása | Lakosság változása | Lakosság változása | Lakosság változása | Lakosság változása | Lakosság változása | Lakosság változása |
| ------------------ | ------------------ | ------------------ | ------------------ | ------------------ | ------------------ | ------------------ | ------------------ | ------------------ | ------------------ | ------------------ | ------------------ | ------------------ | ------------------ | ------------------ | ------------------ |
| 1857               | 1869               | 1880               | 1890               | 1900               | 1910               | 1921               | 1931               | 1948               | 1953               | 1961               | 1971               | 1981               | 1991               | 2001               | 2011               |
| 203                | 200                | 176                | 165                | 204                | 187                | 171                | 205                | 176                | 203                | 217                | 189                | 121                | 104                | 92                 | 81                 |

## Nevezetességei
- Szent Anna tiszteletére szentelt kápolnája nyolcszögű alaprajzával egyedülálló ezen a vidéken. A kápolna a hegyvidék egyik legősibb építménye, pontos építési ideje nem ismert. 1942-ben az olasz megszállók felgyújtották, de a háború után újjáépítették. A gerovoi plébánia filiája.
- Petar Klepac népi hős emlékműve és házának maradványai.